# Mare de Déu de la Mata
Mare de Déu de la Mata és una església de Castellar del Riu (Berguedà) inclosa a l'Inventari del Patrimoni Arquitectònic de Catalunya.

## Situació
Es troba a ponent del terme municipal, al marge esquerre de l'Aigua de Llinars, un centenar de metres per damunt de la vall. S'aixeca al peu de la masia de la Mata. S'hi accedeix per la carretera asfaltada i ben senyalitzada que surt al km. 19,4 (42° 06′ 52″ N, 1° 42′ 32″ E / 42.114485°N,1.708905°E) de la carretera de Berga a Sant Llorenç de Morunys, riu amunt, direcció "Llinars". Al cap d'1,7 km. (42° 07′ 44″ N, 1° 42′ 32″ E / 42.129018°N,1.709023°E) es pren, a la dreta, la pista-camí que mena a Sant Martí de les Canals de Catllarí. No està indicat. Amb poc més de 800 metres s'arriba a la Mata.

## Descripció

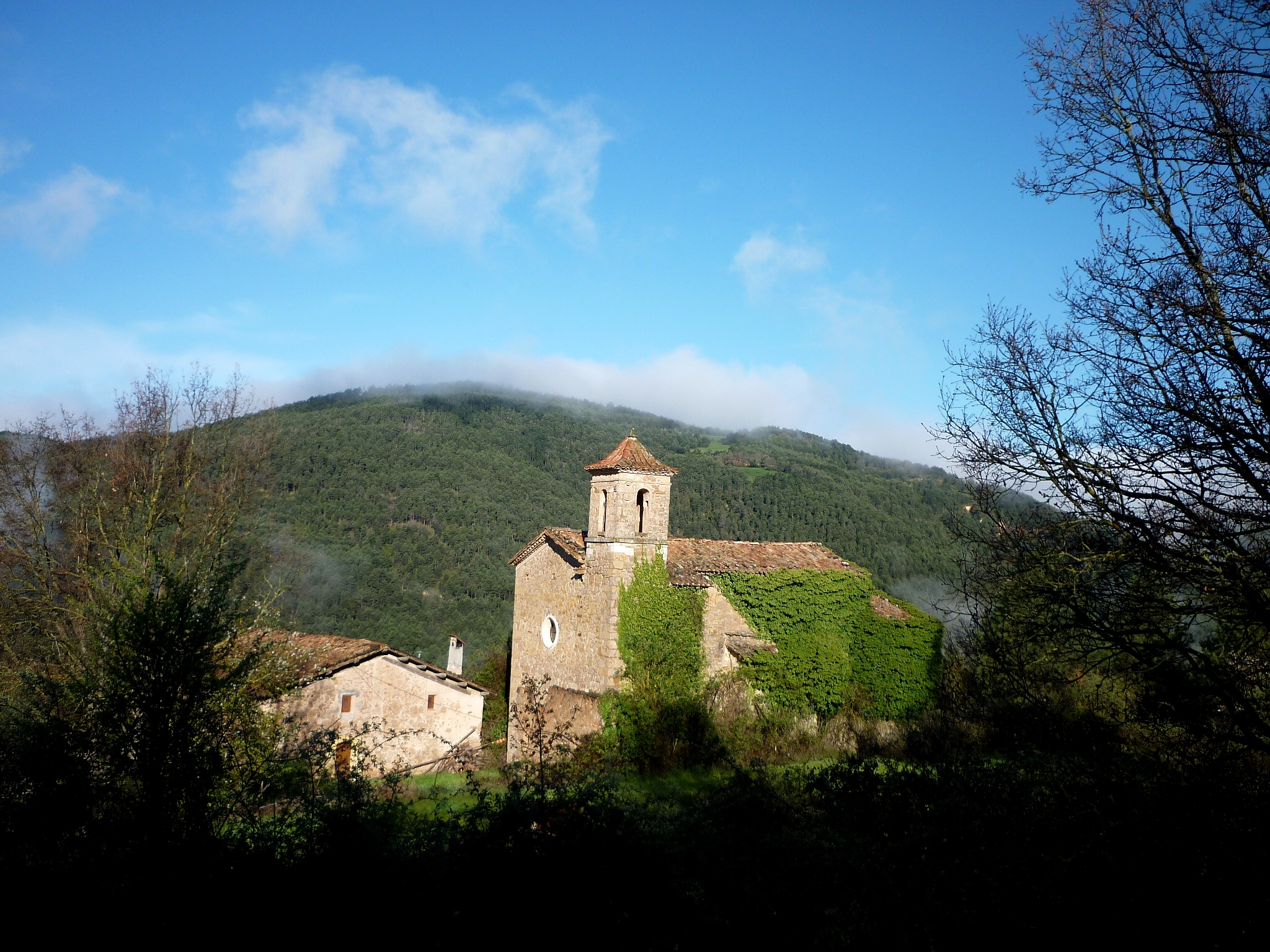
L'església amb la masia de la Mata

Església d'una sola nau flanquejada per estretes i petites capelles laterals amb el presbiteri quadrat amb un campanar de torre de secció quadrada bastida al peu del mur de ponent, on hi ha una senzilla façana. La nau és coberta amb volta de canó i el campanar, a quatre vessants. La façana té un òcul circular que il·lumina la nau i la porta és allindada; s'hi accedeix mitjançant una senzilla escala.

## Història
Construït a finals del segle xvii o principis del segle xviii és una senzilla construcció barroca bastida en època de gran devoció mariana que provocà la reconstrucció gairebé completa de tots els santuaris marians de la comarca i arreu de Catalunya.